# James Francis McIntyre
Pour les articles homonymes, voir McIntyre.
James Francis Aloysius McIntyre , né le 26 juin 1886 à New York aux États-Unis et mort le 16 juillet 1979 à Los Angeles, est un cardinal américain de l'Église catholique archevêque de Los Angeles de 1948 à 1970.

## Biographie

### Formation
James McIntyre naît à Manhattan dans une famille de descendants d'Irlandais, James et Mary (née Pelly) McIntyre. Son père est né à New York et il est ouvrier du bâtiment puis membre de la police montée, sa mère est née à Kiltormer, dans le comté de Galway en Irlande. Le jeune McIntyre fait ses études à la Public School N° 70, parce qu'il n'y avait plus de place à l'école paroissiale locale. Son père est bientôt invalide après une chute de cheval à Central Park et sa mère subvient aux besoins du foyer en devenant couturière. Elle meurt en 1896, et McIntyre  et son père habitent chez des parents. Il ne poursuit pas ses études secondaires, mais suit des cours du soir au City College tout en travaillant comme coursier au New York Stock Exchange, pour le bureau de courtage H.L. Horton & Co, afin de subvenir aux besoins de son père. Rapidement il gravit les échelons grâce à ses capacités devenant office manager. Il décide de devenir prêtre en 1914 après la mort de son père et entre donc au Cathedral College pendant un an, puis au St. Joseph's Seminary de Dunwoodie où il est ami avec Patrick O'Boyle, futur archevêque de Washington.

### Prêtre
James McIntyre est ordonné prêtre par Patrick Joseph Hayes le 21 mai 1921, puis sert comme vicaire à l'église Saint-Gabriel de Lower East Side jusqu'en 1923, puis devient assistant à la chancellerie de l'archidiocèse de New York. Il est nommé chancelier en 1934, gérant des sommes importantes, et chambellan privé de Sa Sainteté par Pie XI le 27 décembre 1934. Il accède au titre honorifique de prélat de Sa Sainteté le 12 novembre 1936.
Lorsque Francis Spellman devient archevêque de New York en 1939, McIntyre est nommé au comité archidiocésain des consulteurs. En 1939, il forme les Columbiettes, branche féminine des chevaliers de Colomb.

### Évêque et cardinal
Il est nommé évêque titulaire de Cyrène (de) et  évêque auxiliaire de New York le 16 novembre 1940 par Pie XII. Il reçoit la consécration épiscopale à la cathédrale Saint-Patrick de New York le 8 janvier 1941, des mains de Francis Spellman, archevêque de New York. Il devient vicaire général du diocèse le 27 janvier 1945. Il déclare à propos de l'antisémitisme à New York que c'est parfois un « mouvement fabriqué pour dénigrer délibérément la minorité catholique » qui est dans son ensemble opposée à l'antisémitisme.
Le 20 juillet 1946, James  McIntyre est nommé évêque coadjuteur de New York et archevêque in partibus (titulaire) de Paltus (de). Bien qu'il n'ait jamais succédé au cardinal Spellman en tant qu'archevêque, il le seconde dans le gouvernement et les finances de l'archidiocèse lorsque le cardinal est occupé notamment comme vicaire apostolique des forces militaires américaines. Spellman déclara un jour : « Je n'ai jamais considéré une entreprise importante sans consulter [McIntyre] au préalable. Je n'ai jamais émis d'avis contraire à ses conseils ». En 1947, McIntyre  s'exprime publiquement contre une législation qui « empièterait encore plus sur la fonction parentale en matière d'éducation ».
Il est transféré à l'archidiocèse de Los Angeles le 7 février 1948. Il en est le deuxième archevêque. Il est installé à la cathédrale Sainte-Bibienne de Los Angeles le 19 mars suivant. Rien que dans les quatre premières années de son épiscopat ce sont vingt-six nouvelles paroisses qu'il établit, soixante-quatre écoles paroissiales et dix-huit écoles secondaires. Il continue à un rythme accru par la suite afin de répondre aux besoins du boom de population dans l'après-guerre.
Le pape Pie XII le crée cardinal au consistoire du 12 janvier 1953 avec le titre de S. Anastasia. Il participe au conclave de 1958, à l'issue duquel Jean XXIII est élu pape et au conclave de 1963 (élection de Paul VI). Il assiste au concile Vatican II de 1962-1965.
Il envoie ses prêtres aux réunions de la John Birch Society afin de les éduquer sur le danger du communisme, et il recommande l'abonnement à la revue American Opinion et à d'autres publications de Birch dans son journal diocésain,. Il exprime aussi ses réserves envers ce qu'il définit comme « une tendance évidente vers le laxisme » à propos de la moralité des films tournés par l'industrie du cinéma américaine ; c'est aussi l'un des évêques américains à être réticent à l'introduction de la nouvelle messe en langue vernaculaire après le concile,.
Le cardinal McIntyre doit affronter la crise de l'Église qui éclate après le concile ; il résiste aux mouvements à l'intérieur de l'Église qui critiquent le dogme et la morale catholique, appelant entre autres au mariage des prêtres et à l'ordination des femmes. Il suspend un prêtre du diocèse, William DuBay, qui avait appelé à la démission du cardinal McIntyre en 1964 sous le prétexte de ne pas avoir assez soutenu le Mouvement afro-américain des droits civiques, après que DuBay a demandé la formation d'un syndicat de prêtres et a publié un livre critique sur la hiérarchie catholique. Finalement DuBay se défroque en 1968 pour se marier. Lorsque Shannon, évêque auxiliaire de Saint-Paul et Minnéapolis, exprime à son tour des vues critiques de la hiérarchie dans un documentaire diffusé sur la chaîne NBC en 1969, sous le titre de The New American Catholic, le cardinal McIntyre qualifie l'opinion de Shannon, comme « portant en germes un véritable schisme dans l'Église ». Finalement, James Shannon démissionne de sa charge épiscopale, devient enseignant et finit par se défroquer pour se marier civilement en 1969 avec une femme qu'il connaissait depuis 1964.
Le cardinal McIntyre s'affronte aussi aux Sœurs du Cœur Immaculé de Marie qu'il interdit d'enseigner dans le diocèse en 1967 après qu'elles commencent à promouvoir le libéralisme dans l'Église et qu'elles abandonnent leur habit et leur discipline traditionnelle, ainsi que leur prière quotidienne, pourtant obligatoire dans leur Règle. Cette dispute remonte jusqu'au Saint-Siège qui stipule que les religieuses doivent retrouver la pratique de leur Règle ou bien demander une dispense de leurs vœux. En conséquence, 315 religieuses sur les 380 membres demandent la dispense et forment dès lors une organisation non canonique.

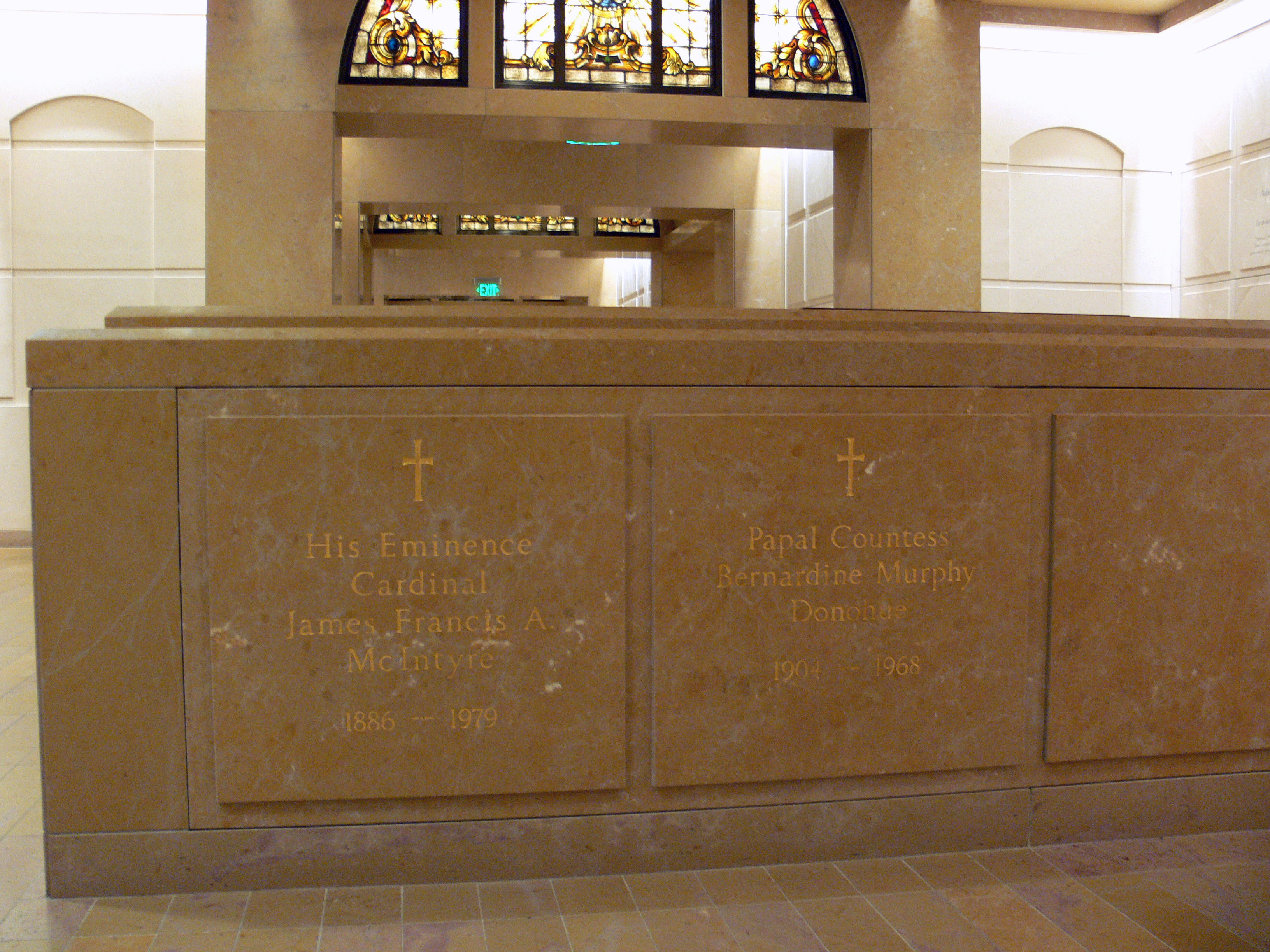
Ancienne tombe du cardinal McIntyre dans la crypte de la cathédrale Notre-Dame-des-Anges ; elle a été mise ailleurs par la suite.

Quand il arrive en 1948, le nombre de catholiques dans l'archidiocèse est de 625 000 fidèles, quand il prend sa retraite ils sont 1,6 million. Sous son épiscopat, 128 écoles élémentaires catholiques sont ouvertes et 30 écoles secondaires, tandis que 5 nouveaux hôpitaux sont construits. Il était surnommé le  « cardinal de briques et de mortier ». Hautement respecté pendant son épiscopat par les fidèles et ses deux mille prêtres, il a dû affronter à partir de 1964-1965 le début des bouleversements moraux et sociétaux et la crise au sein d'une frange minoritaire progressiste de l'Église qui l'avait pointé comme adversaire. Bâtisseur et excellent gestionnaire, puritain dans le domaine des mœurs, il allait être dépassé par la crise civilisationnelle qui s'amorçait dans ses dernières années.
Il est curé de paroisse à Los Angeles (à Saint-Basile) après sa retraite en 1970 et n'y célèbre que la messe tridentine. Il souffre d'une attaque en 1976 et meurt en 1979 au centre médical Saint-Vincent de Los Angeles à l'âge de 93 ans. Sa dépouille est transférée en 2003 à la crypte de la nouvelle cathédrale Notre-Dame-des-Anges de Los Angeles.

## Succession apostolique
James Francis McIntyre a ordonné les évêques suivants :
- Évêque Edward Vincent Dargin (en) (1953)
- Évêque Walter P. Kellenberg (en) (1953)
- Évêque Alden John Bell (en) (1956)
- Évêque John James Ward (en) (1963)

## Hommages
- Grand croix de l'Ordre équestre du Saint-Sépulcre de Jérusalem, mai 1946